# Maizey
Maizey és un municipi francès situat al departament del Mosa i a la regió del Gran Est. L'any 2007 tenia 186 habitants.

## Demografia

### Població
El 2007 la població de fet de Maizey era de 186 persones. Hi havia 72 famílies, de les quals 16 eren unipersonals (16 dones vivint soles i 16 dones vivint soles), 28 parelles sense fills, 24 parelles amb fills i 4 famílies monoparentals amb fills.
La població ha evolucionat segons el següent gràfic:
Habitants censats

### Habitatges
El 2007 hi havia 92 habitatges, 74 eren l'habitatge principal de la família, 10 eren segones residències i 8 estaven desocupats. 88 eren cases i 4 eren apartaments. Dels 74 habitatges principals, 60 estaven ocupats pels seus propietaris, 12 estaven llogats i ocupats pels llogaters i 2 estaven cedits a títol gratuït; 2 tenien dues cambres, 7 en tenien tres, 16 en tenien quatre i 49 en tenien cinc o més. 64 habitatges disposaven pel capbaix d'una plaça de pàrquing. A 27 habitatges hi havia un automòbil i a 40 n'hi havia dos o més.

### Piràmide de població
La piràmide de població per edats i sexe el 2009 era:
| Homes | Edats   | Dones |
| ----- | ------- | ----- |
| 0     | 95 o +  | 0     |
| 4     | 90 a 94 | 0     |
| 0     | 85 a 89 | 0     |
| 0     | 80 a 84 | 4     |
| 0     | 75 a 79 | 4     |
| 4     | 70 a 74 | 8     |
| 0     | 65 a 69 | 0     |
| 4     | 60 a 64 | 4     |
| 4     | 55 a 59 | 0     |
| 8     | 50 a 54 | 20    |
| 8     | 45 a 49 | 0     |
| 0     | 40 a 44 | 4     |
| 12    | 35 a 39 | 0     |
| 4     | 30 a 34 | 12    |
| 8     | 25 a 29 | 0     |
| 8     | 20 a 24 | 0     |
| 4     | 15 a 19 | 8     |
| 8     | 10 a 14 | 8     |
| 0     | 5 a 9   | 12    |
| 4     | 0 a 4   | 8     |

## Economia
El 2007 la població en edat de treballar era de 128 persones, 96 eren actives i 32 eren inactives. De les 96 persones actives 89 estaven ocupades (50 homes i 39 dones) i 7 estaven aturades (1 home i 6 dones). De les 32 persones inactives 17 estaven jubilades, 10 estaven estudiant i 5 estaven classificades com a «altres inactius».

### Ingressos
El 2009 a Maizey hi havia 70 unitats fiscals que integraven 184,5 persones, la mediana anual d'ingressos fiscals per persona era de 17.133 €.

### Activitats econòmiques
Dels 11 establiments que hi havia el 2007, 2 eren d'empreses extractives, 1 d'una empresa alimentària, 2 d'empreses de construcció, 1 d'una empresa de comerç i reparació d'automòbils, 1 d'una empresa de transport, 1 d'una empresa financera, 2 d'empreses de serveis i 1 d'una empresa classificada com a «altres activitats de serveis».
Dels 2 establiments de servei als particulars que hi havia el 2009, 1 era una fusteria i 1 lampisteria.
L'any 2000 a Maizey hi havia 10 explotacions agrícoles.

## Poblacions més properes
El següent diagrama mostra les poblacions més properes.